# Ghina Bou Hamdan
Ghina Bou Hamdan, arabisch غنى بو حمدان, geb. 2007, ist eine syrische Sängerin. 2016 wurde sie in der arabischen Welt durch ihre Teilnahme an der Fernsehsendung MBC The Voice Kids bekannt.

## Leben

### Familie
Ghina Bou Hamdans Vater ist Musiker.

### Auftritt bei 'The Voice Kids'
Im Frühjahr 2016 nahm die damals neunjährige Bou Hamdan an der ersten Staffel des Gesangswettbewerbs MBC The Voice Kids teil. Bei ihrem Erstauftritt am 2. Januar 2016 sang sie das Kinder-Antikriegslied Gebt und die Kindheit zurück (Athuna Tufula, عطونا الطفولة). Das ausgewählte Lied, das 1984 von Reem Bandali während des libanesischen Bürgerkrieges verfasst worden war, hatte eine starke Aktualität vor dem Hintergrund des zu diesem Zeitpunkt bereits fünf Jahre andauernden Bürgerkrieges in Syrien. Beim Singen versagte Bou Hamdan die Stimme und sie begann zu weinen, setzte nach Aufmunterung der Jurorin Nancy Ajram den Gesang unter Tränen aber fort. Neben Nancy Ajram stimmten auch die zwei anderen Juroren Tamer Hosny und Kazim as-Sahir ihrem Einzug in die nächste Runde zu. Bou Hamdans Auftritt fand starke Resonanz in der arabischen Welt. Juror Kazim as-Sahir erklärte, das Lied drücke die Lage der arabischen Welt aus und den Wunsch nach einer unschuldigen Kindheit. Die libanesische Zeitung al-Achbar schrieb 2023 rückblickend: „Drei Minuten genügten, um Ghina Bou Hamdan zum echten Star zu machen.“ Das Video ihres Erstauftritts verzeichnet auf YouTube über 309 Millionen Aufrufe.
Zwei Tage nach dem Auftritt wurde auf den sozialen Medienplattformen von Asma al-Assad, der Ehefrau des syrischen Präsidenten und Diktators Baschar al-Assad ein Video hochgeladen, das zeigte wie Bou Hamdan im März Jahr 2015 in Latakia bei einer Veranstaltung in Gegenwart von Asma al-Assad auftrat. In den sozialen Medien entbrannte daraufhin eine Streitdebatte, ob die Neunjährige über das Leid aller Kinder des syrischen Krieges singe, oder lediglich ein nützliches Propaganda-Werkzeug für das Assad-Regime sei, das genau dieses Leid zu verantworten hatte.
Bou Hamdan schied später im Halbfinale der Sendung aus.

### Weitere Gesangskarriere
Nach ihrer Teilnahme wurde es medial um Bou Hamdan ruhiger; sie tritt seither weiter als Sängerin in der arabischen Welt auf. 2018 veröffentlichte sie ihr erstes Lied Zahrit Nisan, und spätere weitere Alben und Lieder. Unter anderem trat sie im Syrischen Opernhaus in Damaskus auf.